# Glenn Martindahl
Glenn Martindahl (* 16. Juli 1957) ist ein ehemaliger schwedischer Fußballspieler. Der Offensivspieler, der zu zwei Länderspieleinsätzen für die schwedische Nationalmannschaft kam, gewann 1985 mit Örgryte IS den schwedischen Meistertitel.

## Leben
Martindahl wuchs in Strömstad auf und begann mit dem Fußballspielen beim örtlichen Verein IFK Strömstad. Im Alter von zwanzig Jahren wechselte er zum Åtvidabergs FF, der in die Allsvenskan aufgestiegen war. In den folgenden Jahren spielte er mit dem zweifachen Landesmeister gegen den Wiederabstieg in die Zweitklassigkeit. Während er an der Seite von Spielern wie Conny Torstensson, Thomas Wernersson und Stephan Kullberg mit dem Verein in der Erstliga-Spielzeit 1979 als Tabellenelfter mit zwei Punkten Vorsprung auf die von AIK und IS Halmia belegten Abstiegsplätze den Klassenerhalt schaffte, zog die Mannschaft im Landespokalwettbewerb ins Endspiel ein. Der von Sven-Göran Eriksson betreute Gegner IFK Göteborg, angetreten mit unter anderem Ralf Edström, Tommy Holmgren, Glenn Hysén und Conny Karlsson, war jedoch übermachtig und holte mit einem 6:1-Erfolg, bei dem der Göteborger Klub alle seine Tore in der ersten Halbzeit erzielt hatte, den Titel.
In der Spielzeit 1980 zeichnete sich Martindahl als regelmäßiger Torschütze aus. War er bereits im Vorjahr mit sieben Saisontoren vereinsintern am treffsichersten, platzierte er sich mit zwölf Saisontreffern hinter Billy Ohlsson und Torbjörn Nilsson unter den besten drei Spielern in der Torschützenliste der Allsvenskan. Nachdem er sich in der folgenden Spielzeit weiterhin als torgefährlich auszeichnete, berief ihn Nationaltrainer Lars Arnesson im Sommer 1981 in die Nationalelf. Beim 1:0-Erfolg durch ein Tor von Karl-Gunnar Björklund über die finnische Nationalmannschaft in einem Freundschaftsspiel am 29. Juli des Jahres kam er als Einwechselspieler zu seinem Debüt. Anschließend war er als Ersatzspieler mehrfach im Kader, bis zu seinem zweiten Länderspieleinsatz dauerte es jedoch bis zum Oktober. Erneut als Einwechselspieler spielte er gegen Saudi-Arabien.
Die Spielzeit 1982 verlief für Martindahl enttäuschend. Lediglich zwei Saisontreffer bedeuteten einerseits, dass er nicht mehr für die Landesauswahl berücksichtigt wurde, und andererseits, dass der Klub in akute Abstiegsgefahr geriet. Am Saisonende standen für den Klub insgesamt lediglich 17 Saisontreffer zu Buche, was sich in einer Punkteausbeute von zehn Pluspunkten niederschlug. Als Tabellenletzter trat die Mannschaft in den Relegationsspielen gegen Mjällby AIF an und musste nach einer 0:1-Auswärtsniederlage und einem 1:1-Remis im Rückspiel den Gang in die Zweitklassigkeit antreten.
Nach dem Abstieg verließ Martindahl Åtvidabergs FF, um weiterhin in Schwedens höchster Spielklasse aufzulaufen. Er schloss sich dem Göteborger Klub Örgryte IS an. An der Seite von Sören Börjesson und Peter Dahlqvist gestaltete er die Offensive des Klubs, mit dem er als Tabellenachter der Spielzeit 1983 in der Meisterschaftsendrunde an Östers IF scheiterte. Blieb der Mannschaft in der folgenden Spielzeit auf dem neunten Rang der erneute Endrundeneinzug verwehrt, gehörte sich in der Spielzeit 1985 als Tabellendritter zu den nunmehr nur noch vier Mannschaften, die um den Von-Rosens-Pokal für den Landesmeister spielten. An der Seite von Sören Börjesson, Sven Andersson, Gunnar Samuelsson und Jan Hellström erreichte die von Agne Simonsson betreute Mannschaft das Endspiel gegen den Ortsrivalen IFK Göteborg. Im Göteborger Stadtduell am 31. Oktober trug Martinahl neben dem zweifachen Torschützen Jan Hellström und Sören Börjesson als Torschütze zum 4:2-Erfolg im Finalhinspiel bei, der nach der 2:3-Rückspielniederlage den Gewinn des schwedischen Meistertitels bedeutete. Trotz sechs Saisontoren konnte er mit der Mannschaft den Erfolg nicht bestätigen und belegte in die Liga lediglich den neunten Platz. Auch im Europapokal der Landesmeister 1986/87 scheiterte die Mannschaft früh, in der ersten Runde verlor man gegen den DDR-Vertreter BFC Dynamo. Daher wurde nach Ende der Spielzeit Simonsson durch Bob Houghton ersetzt, der jedoch nicht auf die Dienste Martindahls setzte. Nach lediglich drei Einsätzen in der Spielzeit 1987 kehrte er dem Klub daraufhin den Rücken und ließ seine Karriere unterklassig bei Skövde AIK und Bollebygds IF ausklingen.
Nach dem Ende seiner aktiven Laufbahn trat Martindahl als Trainer bei unterklassig spielenden Amateurvereinen in Erscheinung. 2005 verpflichtete ihn Sveriges Radio als Experten für die Relegationsspiele zur Superettan. Nachdem sein Einsatz erfolgreich war, übernahm er die Aufgabe längerfristig.
Martindahl, der hauptberuflich Bankangestellter ist, hat drei Kinder. Sein Sohn Karl Martindahl verfolgt eine Sängerkarriere und nahm unter anderem am schwedischen Vorentscheid für den Eurovision Song Contest teil.